# Municipio de Lone Pine (Minnesota)
El municipio de Lone Pine (en inglés: Lone Pine Township) es un municipio ubicado en el condado de Itasca en el estado estadounidense de Minnesota. En el año 2010 tenía una población de 410 habitantes y una densidad poblacional de 4,29 personas por km².

## Geografía
El municipio de Lone Pine se encuentra ubicado en las coordenadas 47°19′30″N 93°7′30″O / 47.32500, -93.12500. Según la Oficina del Censo de los Estados Unidos, el municipio tiene una superficie total de 95.5 km², de la cual 85,09 km² corresponden a tierra firme y (10,9 %) 10,41 km² es agua.

## Demografía
Según el censo de 2010, había 410 personas residiendo en el municipio de Lone Pine. La densidad de población era de 4,29 hab./km². De los 410 habitantes, el municipio de Lone Pine estaba compuesto por el 96,34 % blancos, el 0,49 % eran amerindios y el 3,17 % eran de una mezcla de razas. Del total de la población el 1,22 % eran hispanos o latinos de cualquier raza.